# Cantone di Mercœur
Il Cantone di Mercœur era una divisione amministrativa dell'arrondissement di Tulle.
A seguito della riforma approvata con decreto del 24 febbraio 2014, che ha avuto attuazione dopo le elezioni dipartimentali del 2015, è stato soppresso.

## Composizione
Comprendeva i comuni di:
- Altillac
- Bassignac-le-Bas
- Camps-Saint-Mathurin-Léobazel
- La Chapelle-Saint-Géraud
- Goulles
- Mercœur
- Reygade
- Saint-Bonnet-les-Tours-de-Merle
- Saint-Julien-le-Pèlerin
- Sexcles